# 1993 في العراق
فيما يلي قوائم الأحداث التي وقعت خلال عام 1993 في العراق.

## سياسة

### انتهاء فترة المنصب
- 5 سبتمبر – محمد حمزة الزبيدي رئيس وزراء العراق.

## مواليد

### يناير
- 1 يناير – عمار عبد الحسين لاعب كرة قدم عراقي.
- 1 يناير – نادية مراد
- 24 يناير – محمد حميد فرحان لاعب كرة قدم عراقي.

### يونيو
- 1 يونيو – أمجد وليد لاعب كرة قدم عراقي.
- 29 يونيو – محمد جبار رباط لاعب كرة قدم عراقي.

### يوليو
- 1 يوليو – سيف سلمان لاعب كرة قدم عراقي.
- 10 يوليو – صقر عجيل
- 20 يوليو – صفاء جبار لاعب كرة قدم عراقي.

### أغسطس
- 9 أغسطس – علي ياسين لاعب كرة قدم عراقي.

### سبتمبر
- 22 سبتمبر – مهند عبد الرحيم لاعب كرة قدم عراقي.
- 24 سبتمبر – هوبير مصطفى لاعب كرة قدم هولندي.

### نوفمبر
- 30 نوفمبر – مصطفى ناظم لاعب كرة قدم عراقي.

### ديسمبر
- 19 ديسمبر – علي عدنان لاعب كرة قدم عراقي.

## وفيات

### يناير
- 1 يناير – خير الله طلفاح (مواليد 1910) سياسي عراقي.

### يونيو
- 28 يونيو – ليلى العطار (مواليد 1944)

### سبتمبر
- 27 سبتمبر – عوسي الأعظمي (مواليد 1913) مصارع وبطل رياضي واعلامي وسباح عراقي مشهور.